# Paralelo 78 N
O Paralelo 78N é um paralelo no 78° grau a norte do plano equatorial terrestre.

## Dimensões
Conforme o sistema geodésico WGS 84, no nível de latitude 78° N, um grau de longitude equivale a 23,22 km; a extensão total do paralelo é portanto 8.359 km, cerca de 21 % da extensão do Equador, da qual esse paralelo dista 8.662 km, distando 1.340 km do polo norte.

## Cruzamentos
| País, território ou mar    | Notas                                                 |
| -------------------------- | ----------------------------------------------------- |
| Oceano Ártico              | Mar da Groenlândia                                    |
| Noruega                    | Spitsbergen no arquipélago Svalbard                   |
| Oceano Ártico              | Mar de Barents                                        |
| Noruega                    | Edgeøya no arquipélago Svalbard                       |
| Oceano Ártico              | Mar de Barents Mar de Kara                            |
| Rússia                     | Ilha Bolchevique no arquipélago Severnaya Zemlya      |
| Oceano Ártico              | Mar de Laptev Mar Siberiano Oriental                  |
| Canadá                     | Ilha Brock, Territórios do Noroeste                   |
| Estreito Wilkins           |                                                       |
| Canadá                     | Ilha Mackenzie King, Territórios do Noroeste, Nunavut |
| Mar do Prince Gustav Adolf |                                                       |
| Estreito Maclean           |                                                       |
| Estreito da Dinamarca      |                                                       |
| Canadá                     | Ilha Ellef Ringnes, Nunavut                           |
| Enseada Hassel             |                                                       |
| Canadá                     | Ilha Amund Ringnes, Nunavut                           |
| Baía da Noruega            |                                                       |
| Fiord Baumann              |                                                       |
| Canadá                     | Ilha Ellesmere, Nunavut                               |
| Fiord Vendom               |                                                       |
| Canadá                     | Ilha Ellesmere, Nunavut                               |
| Estreito de Nares          |                                                       |
| Gronelândia                |                                                       |
| Oceano Ártico              | Mar da Groelândia                                     |